# MS4A3
MS4A3 (англ. Membrane spanning 4-domains A3) – білок, який кодується однойменним геном, розташованим у людей на короткому плечі 11-ї хромосоми. Довжина поліпептидного ланцюга білка становить 214 амінокислот, а молекулярна маса — 22 933.
| 10         |  | 20         |  | 30         |  | 40         |  | 50         |
| ---------- |  | ---------- |  | ---------- |  | ---------- |  | ---------- |
| MASHEVDNAE |  | LGSASAHGTP |  | GSEAGPEELN |  | TSVYQPIDGS |  | PDYQKAKLQV |
| LGAIQILNAA |  | MILALGVFLG |  | SLQYPYHFQK |  | HFFFFTFYTG |  | YPIWGAVFFC |
| SSGTLSVVAG |  | IKPTRTWIQN |  | SFGMNIASAT |  | IALVGTAFLS |  | LNIAVNIQSL |
| RSCHSSSESP |  | DLCNYMGSIS |  | NGMVSLLLIL |  | TLLELCVTIS |  | TIAMWCNANC |
| CNSREEISSP |  | PNSV       |  |            |  |            |  |            |

A: Аланін

C: Цистеїн

D: Аспарагінова кислота

E: Глутамінова кислота

F: Фенілаланін

G: Гліцин

H: Гістидин

I: Ізолейцин

K: Лізин

L: Лейцин

M: Метіонін

N: Аспарагін

P: Пролін

Q: Глутамін

R: Аргінін

S: Серин

T: Треонін

V: Валін

W: Триптофан

Кодований геном білок за функцією належить до рецепторів. 
Задіяний у такому біологічному процесі, як альтернативний сплайсинг. 
Локалізований у цитоплазмі, мембрані.